# ワンス・アポン・ア・タイム・イン・ワンダーランド
『ワンス・アポン・ア・タイム in ワンダーランド』（原題: Once Upon a Time in Wonderland）は、アメリカ合衆国のファンタジー・テレビドラマ。『ワンス・アポン・ア・タイム』のスピンオフ番組である。
エドワード・キッツィス、アダム・ホロウィッツ、ザック・エストリン、ジェーン・エスペンソンの共同原案による作品で、この4人が第1話を共同執筆した。製作はABCスタジオとKitsis/Horowitz社で、キッツィスとホロウィッツがショーランナーを務める。
ABC系列の新番組として、2013年10月10日に木曜20:00 - 21:00時枠で放送された。

## 概要
本作はルイス・キャロル作の古典童話（児童小説）『不思議の国のアリス』を題材としつつ、『ワンス・アポン・ア・タイム』の世界観の中で独自の物語が展開するドラマである。主な舞台は現代のワンダーランド（不思議の国）で、魔女の呪い以前のワンダーランドのフラッシュバックも描かれる。本家『ワンス・アポン・ア・タイム』の舞台であるメイン州ストーリーブルックや、そこに住むキャラクターたちが関わるクロスオーバーもあるが、『ワンス...』に馴染みのない視聴者でも楽しめる構成になっている。なお、本作が新番組として正式採用された時点では、わずか19分相当の撮影しか行われていなかった。
共同ショーランナーのエドワード・キッツィスは本作を”サイケデリック・ロマンス”と呼ぶ。主人公アリスはヴィクトリア朝のイギリス出身だが、ティム・バートン版『アリス・イン・ワンダーランド』を彷彿とさせるスチームパンクな映像が使用されている。本家同様、本作でも「真実の愛」というテーマや意外なキャラクター設定が用いられている。主人公アリスは、男性顔負けの格闘技も披露する。
本作の物語は短期間で完結することになっており、合計エピソード数は通常のフル・シーズン22話に満たない見込みである。仮に第2シーズンが製作されることになれば、全く新たな冒険を描くことになるだろうという。

## 第1話のあらすじ
ヴィクトリア朝のロンドンで、アリスという少女が、ウサギ穴の向こうにあるという不思議な国（ワンダーランド）での冒険について話す。そこには透明な猫、水タバコを吸うイモムシ、話すトランプなどが住んでいるという。しかし、アリスは信じてもらえず、その証拠を求めてワンダーランドに何度も行くようになる。
やがて成長したアリスは、ワンダーランドで赤の女王の兵たちから逃げる途中、サイラスという名の精霊と出会い、瓶から解放してあげる。2人はやがて恋に落ちるが、サイラスは赤の女王の魔法で絶壁に突き落とされる。
ロンドンに戻ったアリスは閉鎖病棟に入院させられる。夜毎にサイラスを想って泣きくれるアリスに、医師たちは「辛い記憶を取り除くための新療法」を薦める。その手術が間もなく施されようという時、ハートのジャックと白ウサギが彼女を救助し、ワンダーランドに連れ戻す。白ウサギによれば、サイラスはまだ生きているという。こうして、3人はサイラスを捜す旅に出る。
そんなアリスたちに対し、赤の女王とジャファーが策略をめぐらす。

## キャラクター

### レギュラー・キャラクター
アリス（Alice）
演 - ソフィー・ロウ / ミリー・ボビー・ブラウン（少女時代）
主人公。ヴィクトリア朝のイギリス人。子供の頃からワンダーランドに出入りしていたが、その冒険譚を信じてもらえず精神科の隔離病棟に入れられる。恋人サイラスを見つけるため、ワンダーランドに戻る。剣や素手の戦闘が得意。
ハートのジャック（The Knave of Hearts） / ウィル・スカーレット（Will Scarlet）
演 - マイケル・ソーチャ
元はワンダーランドの住人。現代のストーリーブルックで暮らしていたが、ヴィクトリア朝のイギリスで危地に陥ったアリスを白ウサギとともに救い、ワンダーランドに連れて行く。
サイラス (Cyrus)
演 - ピーター・ガディオット
瓶の精。元はアグラバーにいたが、瓶ごとワンダーランドに飛ばされる。アリスに解放してもらい、やがて恋に落ちる。赤の女王に殺されたと思われていたが、実はジャファーに監禁されているのだった。
赤の女王（The Red Queen）
演 - エマ・リグビー
ワンダーランドの女王。魔法使いの独裁者だが、ジャファーに対しては歯が立たず、ほぼ言いなりになっている。白ウサギをスパイとして使い、アリスをワンダーランドに連れ戻させる。
ジャファー（Jafar）
演 - ナヴィーン・アンドリュース
アグラバーの強大な魔術師。サイラスとその瓶を探し続け、ようやくワンダーランドでサイラスを捕えることに成功する。だが、瓶の行方がわからないため、赤の女王に探させる。
白ウサギ（The White Rabbit）
声 - ジョン・リスゴー（声）
ワンダーランドに住む、喋るウサギ。どこにでも自在にウサギ穴（ポータル）を開けることができる。赤の女王に脅迫されてアリスをイギリスからワンダーランドに連れ戻し、その後もアリスの動向を赤の女王に伝え続けている。

### 準レギュラー・キャラクター
リドゲイト医師（Dr. Lydgate）
演 - ジョニー・コイン
イギリス人。精神科医師。アリスにロボトミー手術を施そうとする。
チェシャ猫（The Cheshire Cat）
声 - キース・デイヴィッド
ワンダーランドに住む、透明化できる喋る猫。
イモムシ（The Caterpillar）
声 - イギー・ポップ
ワンダーランドに住む、喋るイモムシ。
アリスの父（Alice's Father）
演 - ショーン・スミス
イギリス人。アリスの冒険譚を信じられず、彼女を精神科に入院させる。

## 製作とキャスティング
2013年2月、エドワード・キッツィスとアダム・ホロウィッツは、ザック・エストリンとジェーン・エスペンソンとともに、ルイス・キャロルの『不思議の国のアリス』に焦点を当てたスピンオフの企画を立てた。元々、本家に登場する狂った帽子屋に焦点を当てた物語として考案されたが、最終的にはアリス（本家では未登場）が主人公に決定した。
2013年3月中旬、製作発表が行われた。
2013年3月28日、主人公アリスをソフィー・ロウが、その”いわくある”恋人サイラスをピーター・ガディオットが、若きハートのジャックをマイケル・ソーチャが、それぞれ演じることが発表された。また、本家『ワンス・アポン・ア・タイム』でハートの女王を演じたバーバラ・ハーシーが本作にも同役で登場する可能性が示唆された。
2013年4月、ポール・ルーベンスが白ウサギの声優として、エマ・リグビーが赤の女王役として、それぞれ起用された。同月、本家と同じカナダのバンクーバーにおいてプレゼンテーション用の映像（19分相当）が撮影された。
2013年5月10日、ABCは、本スピンオフが新番組として正式採用されたこと、および白ウサギの声優がジョン・リスゴーに変更されたことを発表した。
本作は元々、本家『ワンス・アポン・ア・タイム』の放送が一時中断する冬季に放送されると予測されていたが、2013年5月14日、ABCは本作が木曜枠で秋から放送開始となることを発表した。その際、第1話は本家と同じストーリーブルックから始まるという報道がなされたが、実際に放送された第1話にはストーリーブルックのシーンは含まれているものの、冒頭のシーンはヴィクトリア朝のイギリスでアリスがウサギ穴を通ってワンダーランドから帰宅するところである。
当初は全13話予定で製作されていたが、2013年6月下旬、ABCによって数話の追加注文が出された。その正確な数は明らかにされていないが、キッツィスは「（通常フル・シーズンの）22話に満たない話数で物語が完結する」としている。
2013年7月、サンディエゴ・コミコンにおいて、ナヴィーン・アンドリュース（『LOST』）がジャファー役でキャストに加わることが発表された。
2013年8月上旬、本家と同じバンクーバーのセットで本格的撮影が始まった。
2013年9月、キース・デイヴィッドがチェシャ猫、イギー・ポップがイモムシの声優としてそれぞれキャストに加わることが発表された。イモムシが本家にゲスト登場した際はロジャー・ダルトリーが声をあてていたが、スケジュールの都合が付かなかったために変更されたものである。
なお、本家の第1・2シーズンでジェファーソン / 狂った帽子屋を演じたセバスチャン・スタンは本作のパイロット版に出演しなかった。スタンは劇場映画『キャプテン・アメリカ/ウィンター・ソルジャー』の撮影で多忙のため、当面は本作にも本家にも出演予定はないが、ホロウィッツによれば、狂った帽子屋の（再）登場はスタン次第であり、「異なる配役による狂った帽子屋の登場はあり得ない」という。

## エピソード
| 通 算 No. | No. | エピソード名 （邦題/原題） | 監督                 | 脚本                                                                                     | 初回放送日     | 視 聴 者 数 （万人） |
| --------- | --- | -------------------------- | -------------------- | ---------------------------------------------------------------------------------------- | -------------- | -------------------- |
| 1         | 1   | "Down the Rabbit Hole"     | ラルフ・ヘメッカー   | エドワード・キッツィス、アダム・ホロウィッツ、ザック・エストリン、ジェーン・エスペンソン | 2013年10月10日 | 582                  |
| 2         | 2   | "Trust Me"                 | ロメオ・ティローン   | リナ・ミモウン                                                                           | 2013年10月17日 | 453                  |
| 3         | 3   | "Forget Me Not"            | デヴィッド・ソロモン | リチャード・ヘイテム                                                                     | 2013年10月24日 | 438                  |
| 4         | 4   | "The Serpent"              | ラルフ・ヘメッカー   | ジャン・ナッシュ                                                                         | 2013年11月7日  | 355                  |
| 5         | 5   | "Heart of Stone"           | ポール・エドワーズ   | ケイティ・ウェシュ                                                                       | 2013年11月14日 | TBA                  |
| 6         | 6   | "Who's Alice?"             | TBA                  | TBA                                                                                      | 2013年11月21日 | TBA                  |
| 7         | 7   | "Bad Blood"                | TBA                  | TBA                                                                                      | 2013年12月5日  | TBA                  |
| 8         | 8   | "Home"                     | TBA                  | TBA                                                                                      | 2013年12月12日 | TBA                  |

## 評価
Metacriticでは、21本レビューに基づく加重平均値が100点満点中61点である。
『ロサンゼルス・タイムズ』紙の Mary McNamara は「お約束の”善”やら”美”やらに溢れており、赤の女王の城や白ウサギの耳のCG映像も素晴しい。ストーリー運びも良く、役者の息...特にソフィー・ロウとマイケル・ソーチャのそれはピッタリ合っている。さらに、機知に富んだ台詞、意外なキャラクター設定、ヴィクトリア・ゴシック調のスチームパンクな映像により、ABCはファミリー・アワーをまたもや再定義することになるかもしれない」などと称賛した。
『サンフランシスコ・クロニクル』紙の David Wiegand は「話を詰め込み過ぎているきらいはあるが、映像効果、パリっとした演出、そしてエネルギーたっぷりの演技のおかげで、アリスをウサギ穴の向こうまで追いかけて行く気にさせてくれる」と述べた。
『バラエティ』誌の Brian Lowry は、アリスは魅力的で、赤の女王の城などの映像も綺麗だが、そのバーチャル舞台の裏側に欠点に成り得る多くの要素が潜んでいると指摘した。例えば「真実の愛」という要素が本家と重なっているが、『ワンス・アポン・ア・タイム』は『CSI』や『ロー&オーダー』とは違い、スピンオフを作ることによって本家が却って希釈されてしまう懸念があるとしている。

## アメリカ合衆国以外での放送・配信
- オーストラリア - セブン・ネットワークで放送予定[47]。
- カナダ - City系列で、アメリカ合衆国と同時に放送されている[48]。
- 日本 - 2019年11月8日からディズニーデラックスで全エピソード（13話）を一挙配信した（字幕のみ）[49]。

## 類似・関連作品
2009年には『Alice』というミニシリーズが Syfy局で放送された。アリスの世界がスチームパンクな雰囲気で描かれるようになったのは2010年公開の劇場映画『アリス・イン・ワンダーランド』（ティム・バートン監督）が最初だとされるが、バートンは本作には全く関わっていない。
2013年-2014年テレビシーズン向けには、 NBC と The CW でも『不思議の国のアリス』に基づく企画が立てられていたが、実際に新番組として採用されたのは本作のみである。
エドワード・キッツィスとアダム・ホロウィッツは『ワンス・アポン・ア・タイム』の世界観に『オズの魔法使い』を取り込むことも検討しており、そのヒントもすでに劇中に出されている。例えば、本家の第1シーズン第1話「物語のはじまり (Pilot)」でエマの車が追突して絵本が飛ばされ、そのページがパラパラとめくれる際、飛猿が描かれているページが垣間見える。さらに、同第17話「Hat Trick」で狂った帽子屋が悪い女王（レジーナ）をワンダーランドに連れて行くシーンでは、さまざまな世界に繋がっている扉の1つの向こうに緑色のカーテンが見える。
『オズ...』を題材とするテレビ番組としては、2007年に Syfy局でミニシリーズ『Tin Man』が放送された。同局では新たに『Warriors of Oz』という終末ドラマも企画中で、 CBS も『Dorothy』という現代医療ドラマを企画中である。しかし、キッツィスとホロウィッツは「先にネバーランドへの旅を描きたかったし、オズについても（仮に実現するなら）自分たちなりの手法がすでに決まっているので、プレッシャーは感じない」と語っている。